# ژوژانا کزی
ژوژانا کِزی (مجاری: Kézi Zsuzsanna; ۱۴ مهٔ ۱۹۴۵ – ۱۸ مهٔ ۲۰۲۱) بازیکن هندبال اهل مجارستان بود.